# Мерсье, Антонен
Мариу́с Жан Антоне́н Мерсье́ (фр. Marius Jean Antonin Mercié; 30 октября 1845, Тулуза — 13 декабря 1916, Париж) — французский скульптор, сторонник академизма, весомая фигура среди парижских ваятелей «прекрасной эпохи», живописец; мастер монументальной и мемориальной пластики, также писал салонные картины на мифологическую тематику. Член Института Франции — Академии изящных искусств по классу скульптуры (с 1891; на кресле № 7), президент Общества французских художников (с 1913).

## Биография
Художественное образование получил в Высшей школе изящных искусств в Париже. Ученик Александра Фальгьера и Франсуа Жуффруа.
В 1868 году в возрасте 23 лет получил Римскую премию.
Его первыми крупными успехами стали созданные им статуи Давида (одна из его самых известных работ скульптора, ныне в Музее Орсе) и «Gloria Victis» («Слава побеждённым»), которые были показаны в Парижском салоне, где получили Почётную медаль. Позже выполненная в бронзе «Gloria Victis» была установлена в парижском сквере Монтолон.
Работал профессором рисования и скульптуры в Высшей школе изящных искусств. Среди его известных учеников Эдуар-Марсель Сандоз.
В 1887 году избран членом Французской академии изящных искусств.
Удостоен почётной медали на Всемирной выставке в Париже (1878) и гран-при на Всемирной выставке в Париже в 1889 году.
Великий офицер ордена Почётного легиона. Почётный член Королевской академии художеств Великобритании.

## Семья
Жена (со 2 июля 1890) — Франсуаза Мари Ольга (урождённая виконтесса де Симар де Питре, во втором браке Дюкуэн; 1864–1955), дальний потомок регента Филиппа Орлеанского и внучка писательницы Софьи Ростопчиной-Сегюр, дочь виконта Эмиля Винсента де Симар де Питре в браке с графиней Альбертиной Ольгой де Сегюр, также писательницей. В браке имел дочь Маргерит.

## Творчество
Автор многих памятников (в том числе, намогильных), статуй, портретных бюстов, медальонов, полотен.

### Избранные работы
- Памятники
  - Полю Бодри (кладбище Пер-Лашез)
  - Шарлю Гуно (парк Монсо)[6]
  - Александру Кабанелю (Лозанна)
  - Жану-Луи-Эрнесту Месонье (Пуасси)
  - Луи Леону Сезару Федербу (Лилль)
  - Адольфу Тьеру (Сен-Жермен-ан-Ле)
  - Роберту Ли (Ричмонд (Виргиния), США)
  - Жильберу Лафайету (Лафайет-сквер (Вашингтон), США)
  - Фрэнсису Скотту Ки (Балтимор, США)
- Аллегорическая группа «Юстиция» (Отель-де-Виль (Париж))
- мемориал Жанны д’Арк и другие.

Работы Антонина Мерсье
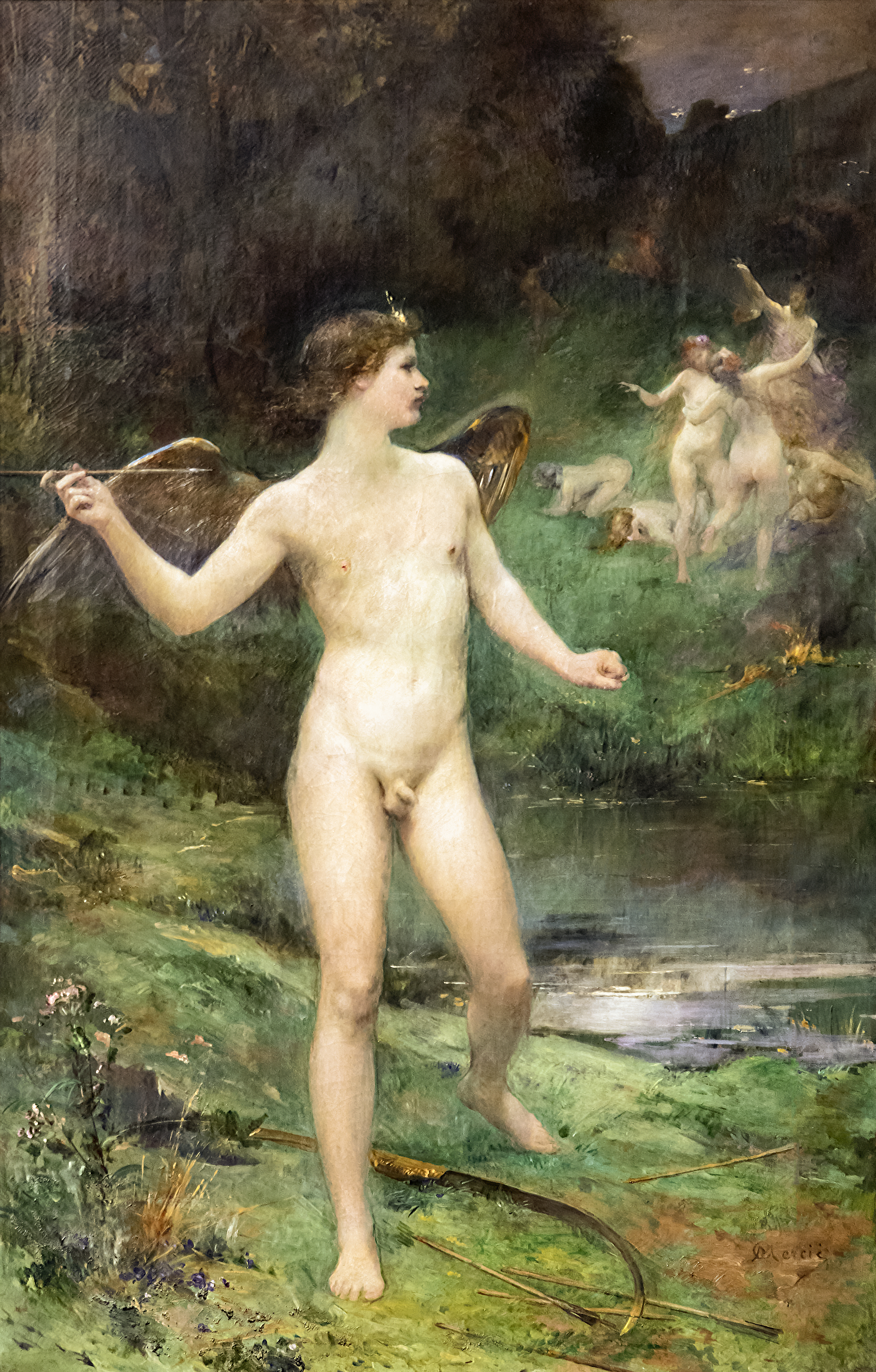
Разгневанный амур , Музей августинцев (Тулуза)
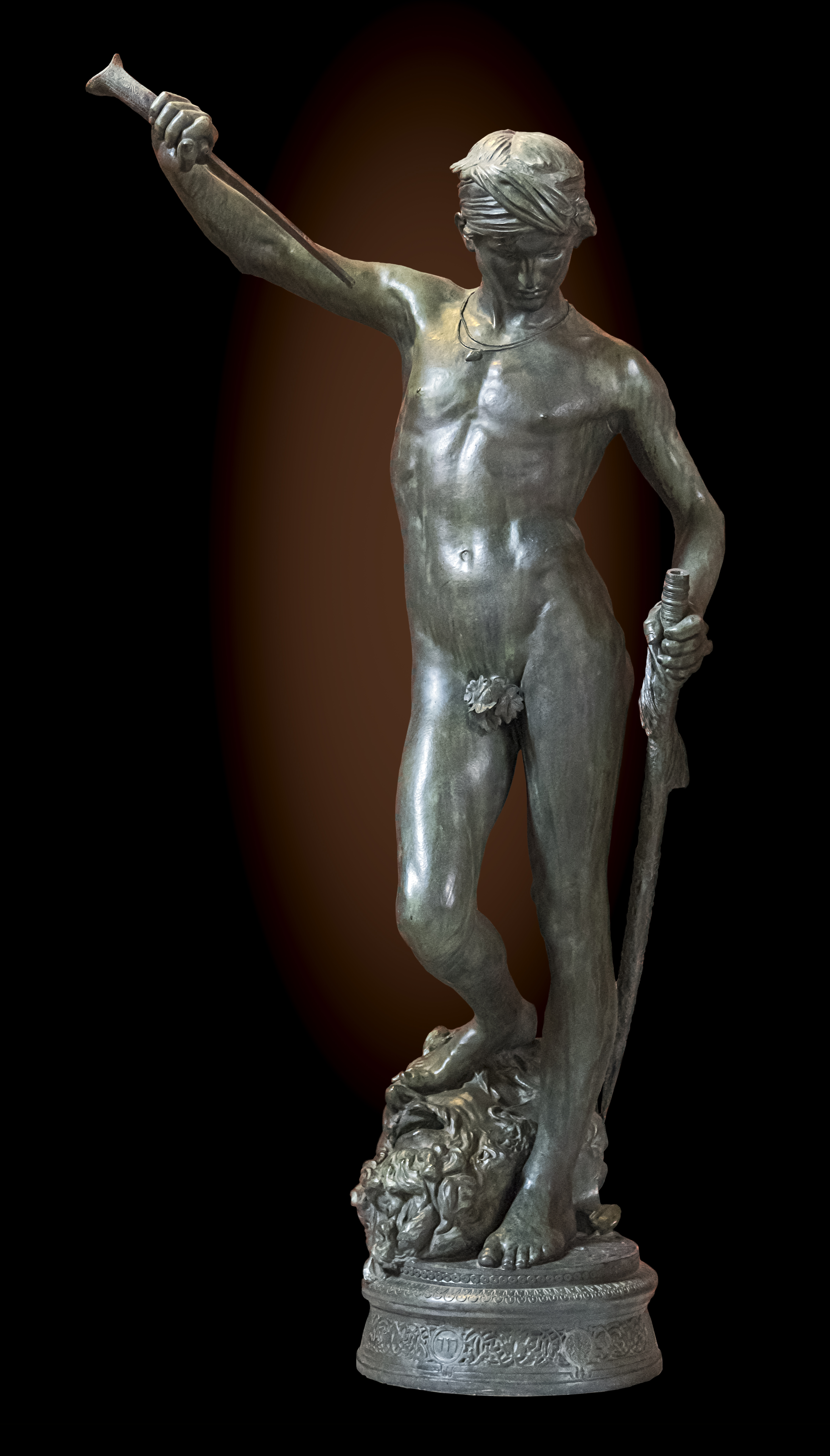
Давид (1871), бронза, Музей августинцев (Тулуза).
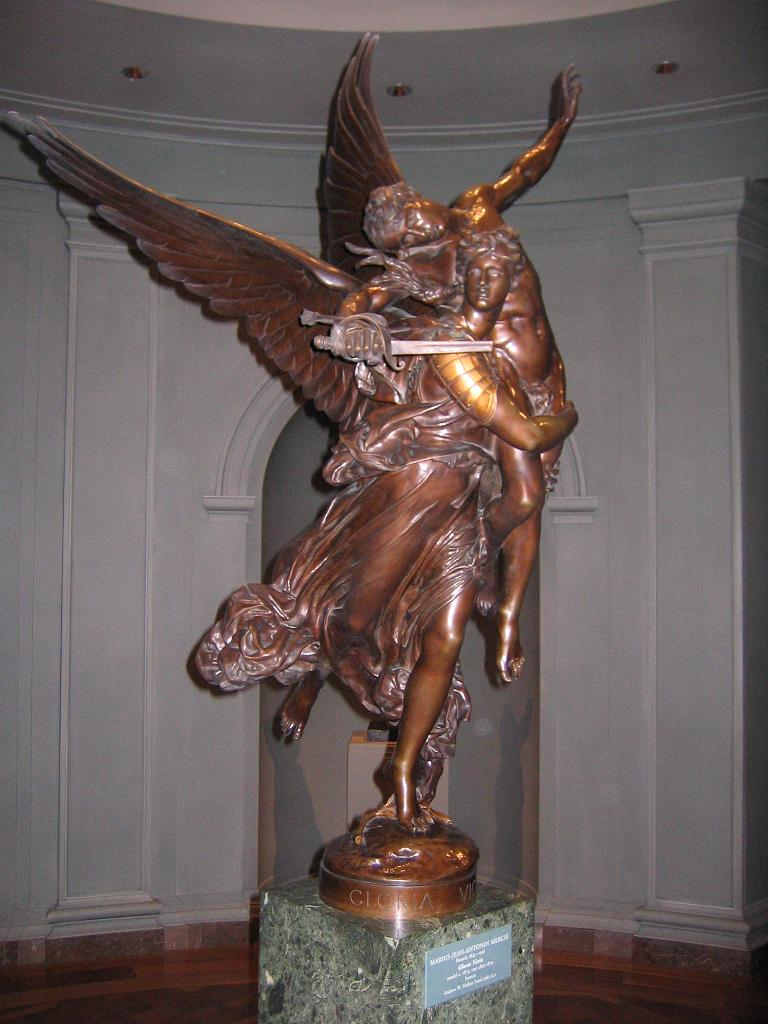
Gloria Victis (1875), Вашингтон, Национальная галерея искусства.
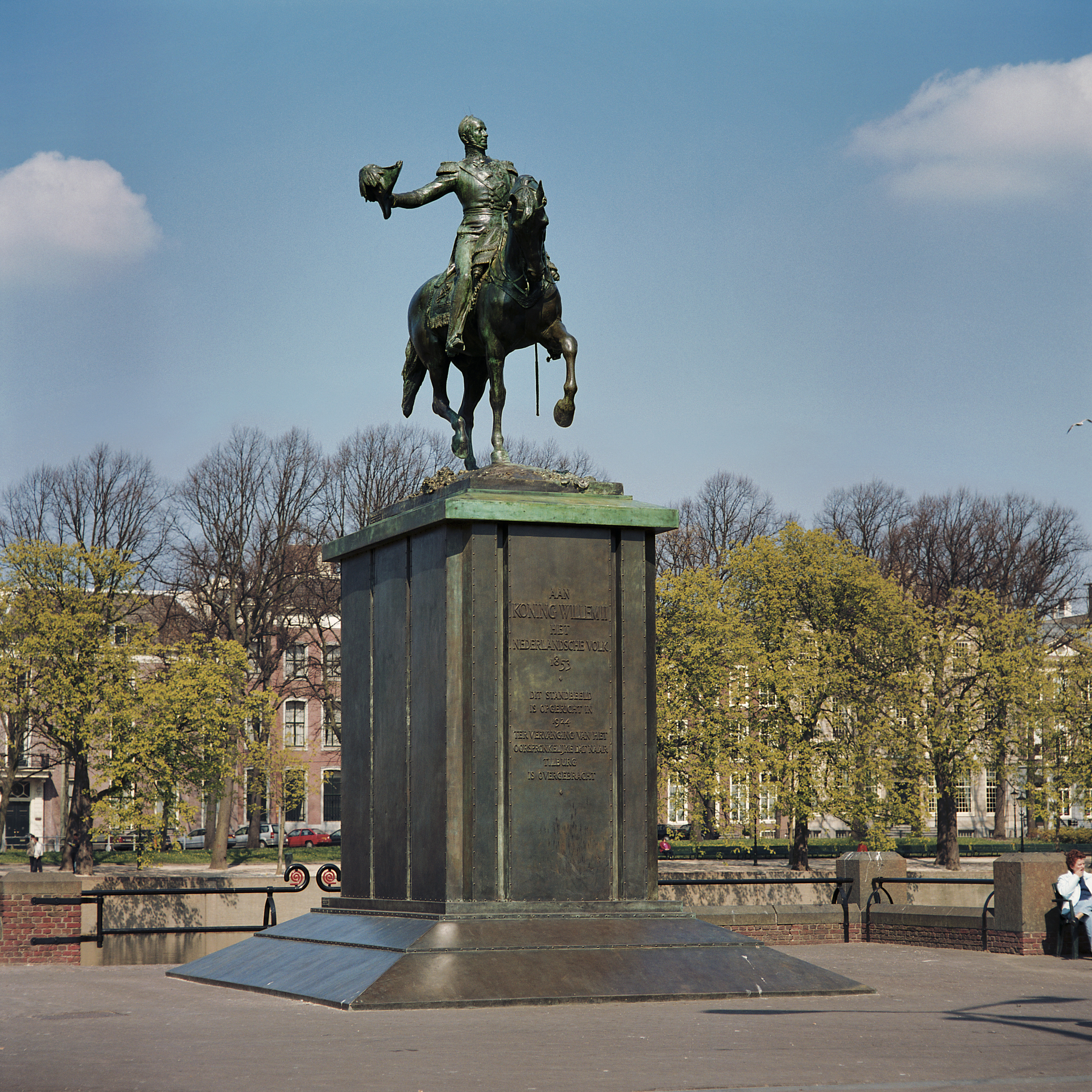
Памятник  Виллему II (1884), Гаага.
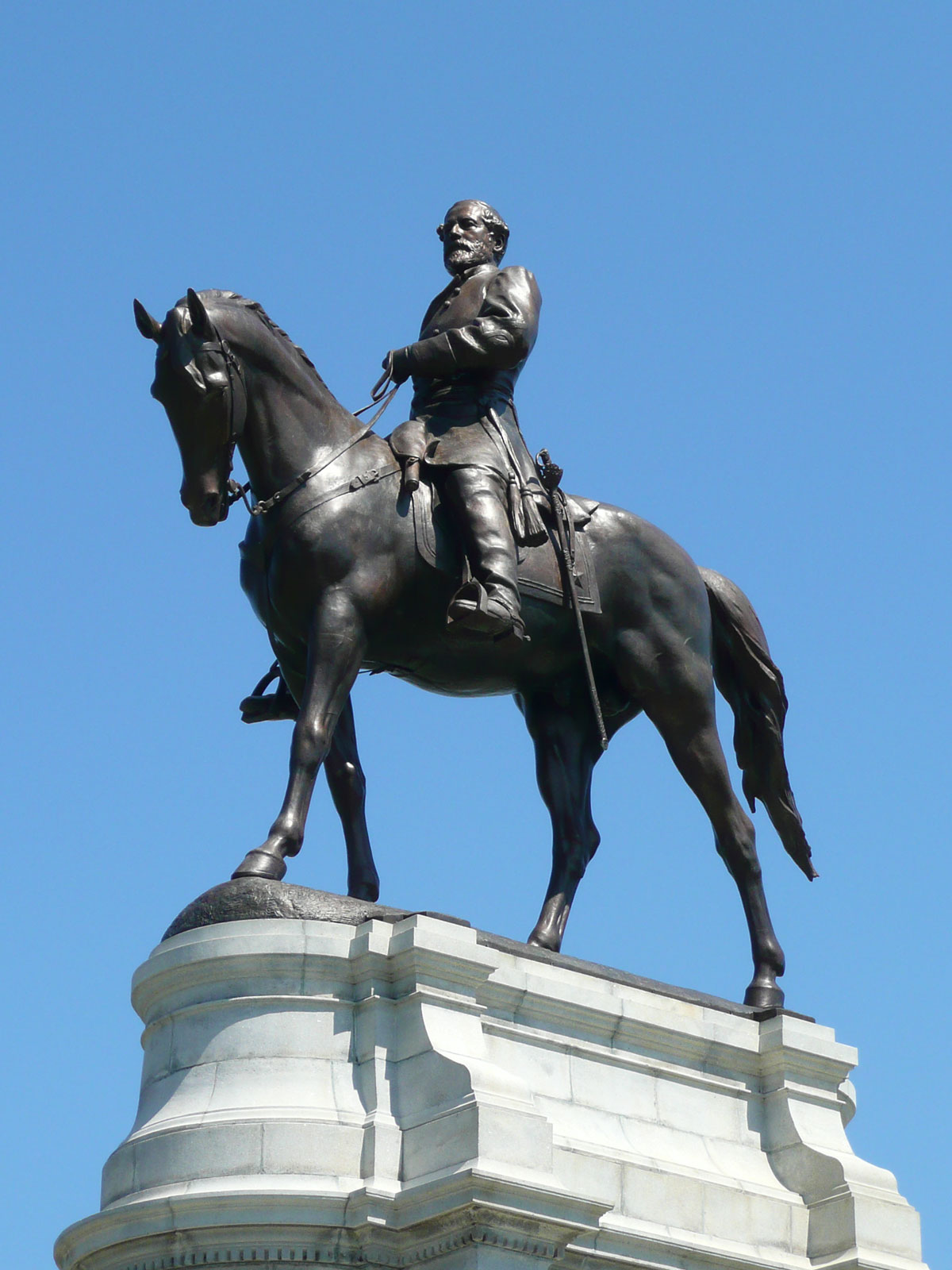
Памятник генералу Роберту Ли (1890), (Ричмонд (Виргиния), США)
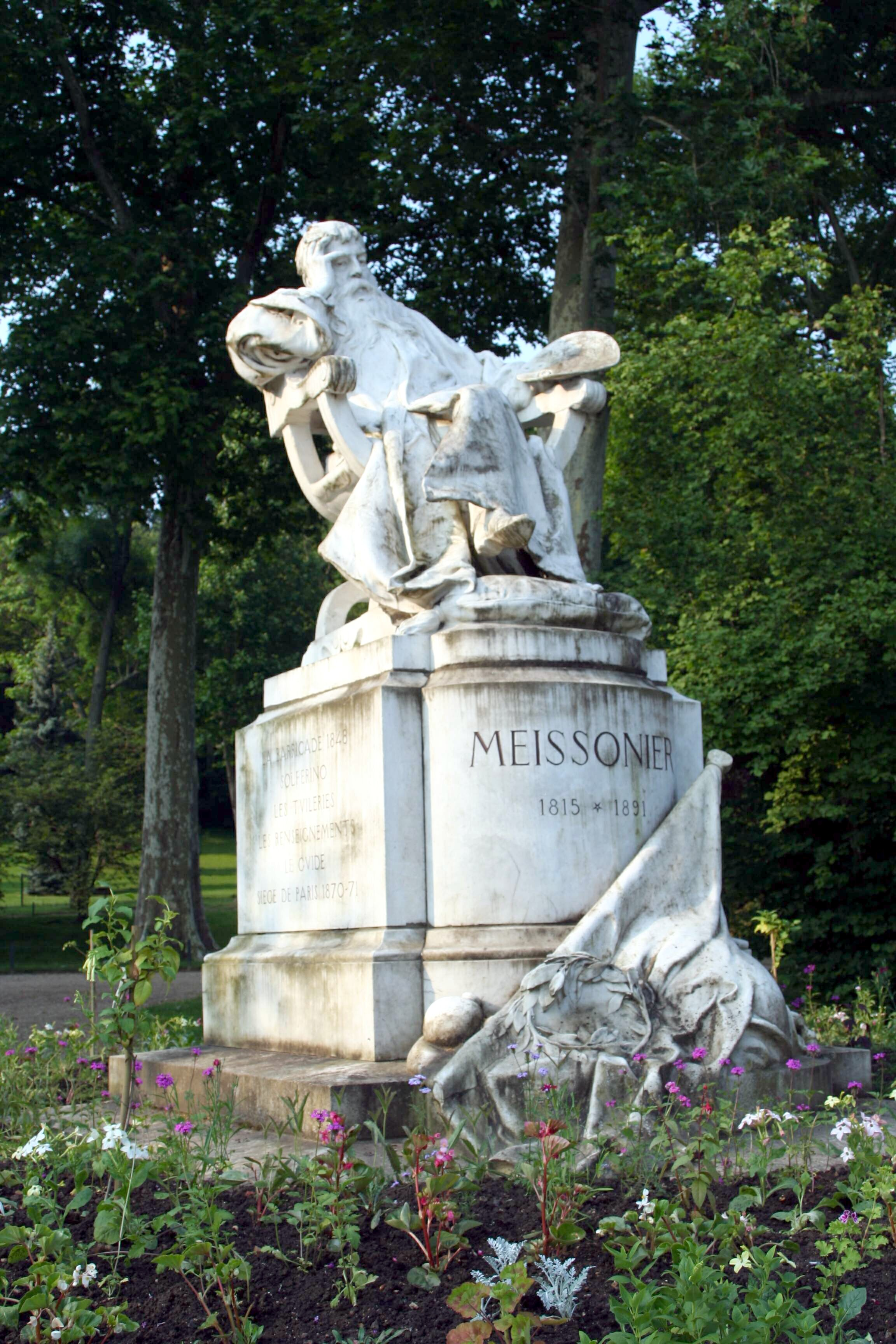
Памятник Жану-Луи-Эрнесту Месонье (1891), Пуасси
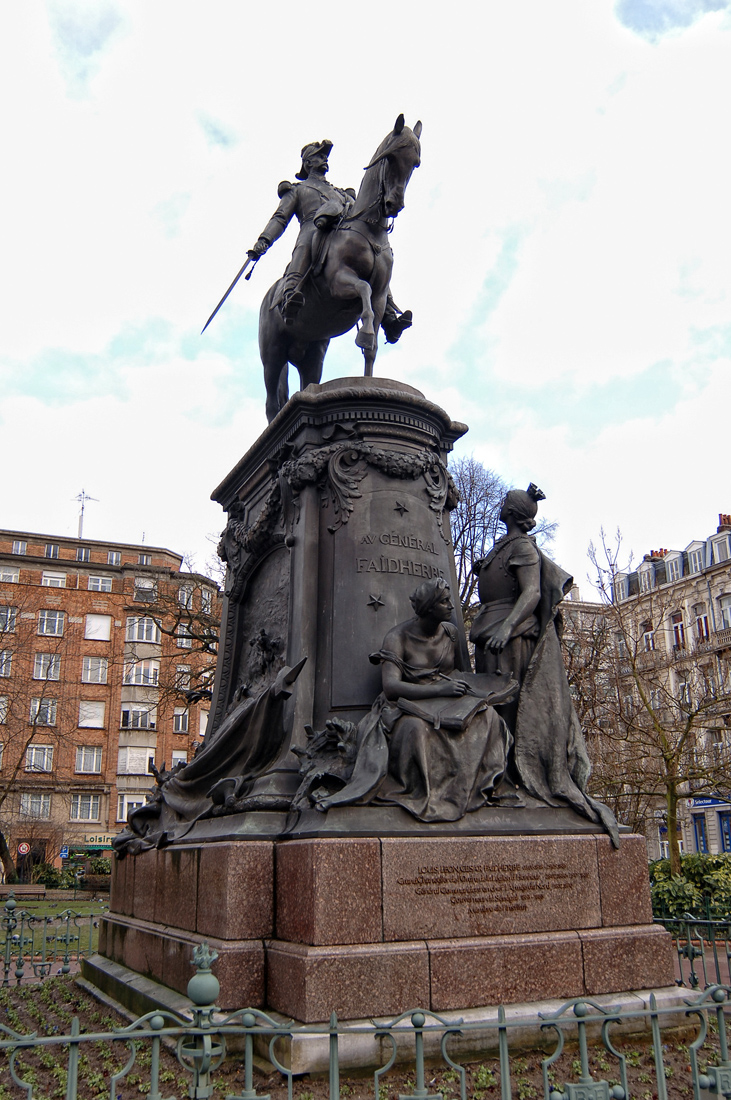
Памятник генералу Файдербу (1896), Лилль
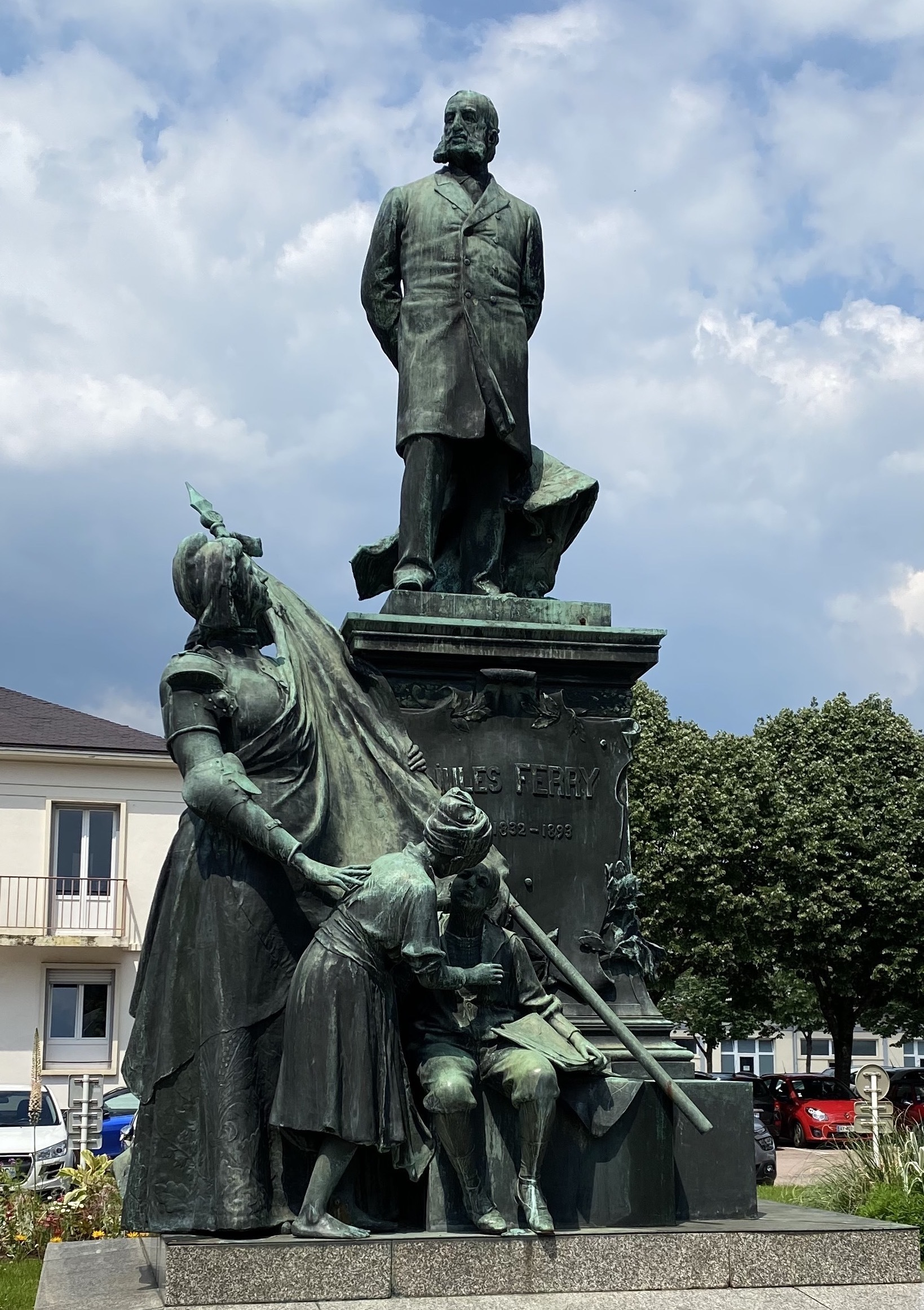
Monument à Жюлю Ферри (1896), Сен-Дье-де-Вож
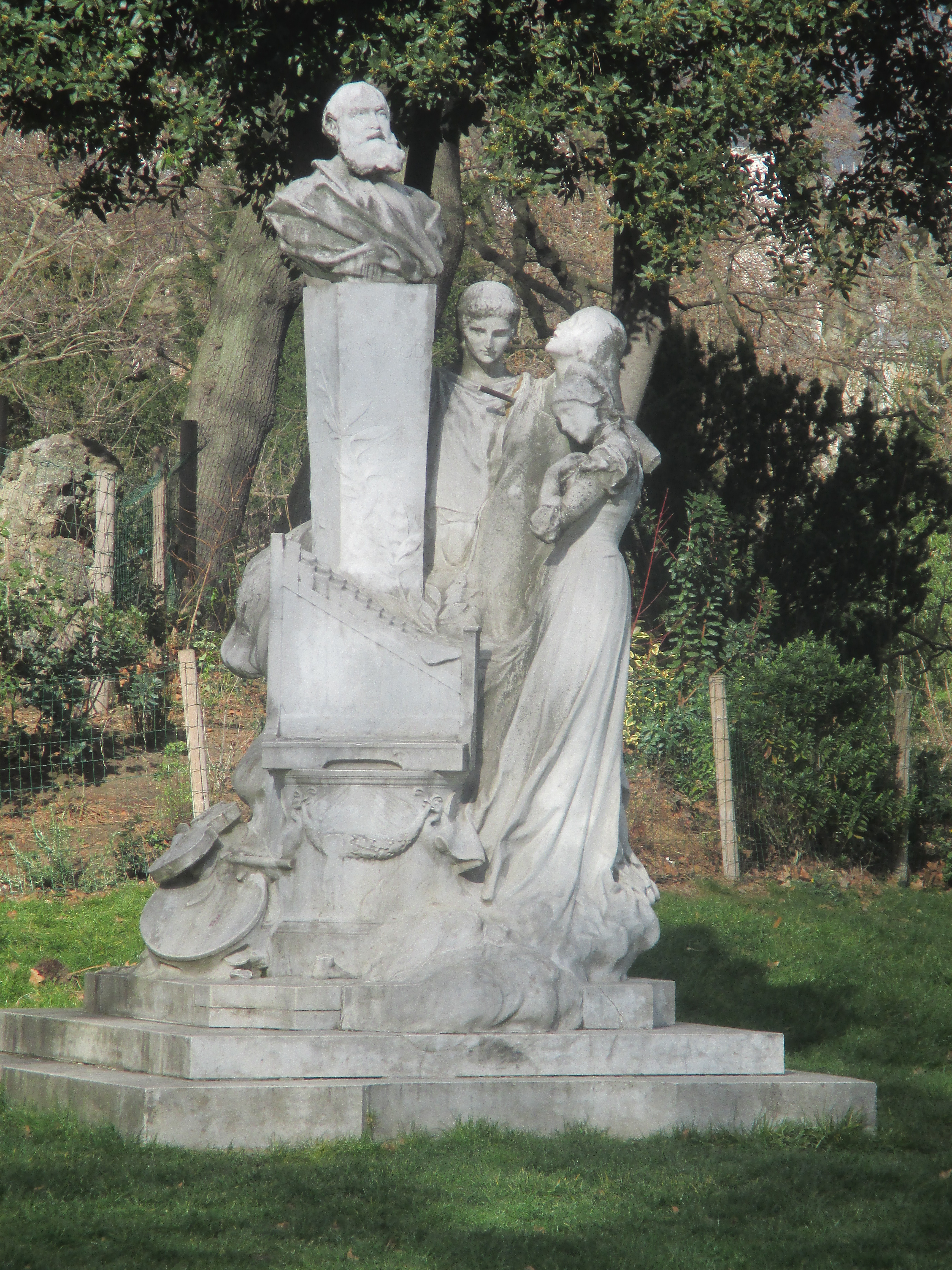
Памятник Шарлю Гуно (1902), Парк Монсо, Париж